# Andrew Wheeler
Andrew R. Wheeler (nasceu a 23 de dezembro de 1964) é um advogado americano e que serviu como o 15º administrador da Agência de Proteção Ambiental dos Estados Unidos (EPA) de 2019 a 2021. Ele atuou como administrador adjunto de abril a julho de 2018, e atuou como administrador interino de julho de 2018 a fevereiro de 2019. Andrew trabalhou anteriormente no escritório de advocacia Faegre Baker Daniels, representando o magnata do carvão Robert E. Murray e fazendo lobby contra as regulamentações ambientais do governo Obama. Wheeler atuou como conselheiro-chefe da Comissão de Meio Ambiente e Obras Públicas do Senado, e do senador James Inhofe, proeminente por sua rejeição às mudanças climáticas. Wheeler é um crítico dos limites das emissões de gases de efeito estufa.
Em outubro de 2017, Wheeler foi nomeado pelo presidente Donald Trump, e renomeado em janeiro de 2018, sendo confirmado como administrador adjunto da EPA em abril de 2018. E a 9 de julho de 2018, Wheeler se tornou o administrador interino após a renúncia de Scott Pruitt. A16 de novembro de 2018, o presidente Trump anunciou, que nomearia Wheeler para servir como administrador permanente da EPA. Ele foi confirmado para o cargo por uma votação de 52–47 no Senado a 28 de fevereiro de 2019.

## Infância e Educação
Wheeler nasceu em Hamilton, Ohio, a 23 de dezembro de 1964. Andrew obteve o diploma de Bacharel em Artes, com especialização em Inglês e Biologia, pela Case Western Reserve University em Cleveland, Ohio, em 1987;  e um doutorado em Direito pela Universidade Washington em St. Louis School of Law, em 1990. Em 1998, ele completou um mestrado em Administração de Empresas na Universidade George Mason.

## Carreira

### EPA
O primeiro emprego de Wheeler foi entre 1991 e 1995 como assistente especial do diretor da Divisão de Gerenciamento de Informações no Escritório de Prevenção de Poluição e Tóxicos da Agência de Proteção Ambiental trabalhando com produtos químicos tóxicos. Wheeler recebeu a medalha de bronze da Agência em 1993 e duas vezes em 1994.

## Opiniões Ambientais
Wheeler publicou diversos artigos na revista Law360. Em 2010, ele questionou o rigor científico do Painel Intergovernamental sobre as Mudanças Climáticas, expressando a sua impressão de que as posições da organização eram baseadas mais na visão do mundo da política do que nos factos científicos. Quando questionado se ele aceitava o consenso científico sobre as mudanças climáticas durante suas audiências de confirmação como Diretor Adjunto da EPA, Wheeler respondeu: "Eu acredito que o homem tem um impacto sobre o clima, mas o que não é completamente entendido é qual é o impacto.".
Em março de 2019, Wheeler disse não acreditar que a mudança climática era uma ameaça existencial. Os seus comentários vieram na sequência de um relatório do IPCC que concluiu que se as emissões de gases de efeito estufa não fossem reduzidas à metade até 2030, haveria consequências catastróficas.

Wheeler é o presidente emérito da Organização Nacional de Recursos Energéticos. Ele é vice-presidente do Washington Coal Club.